# Ronny Abraham
Ronny Abraham (Alexandrië, 5 september 1951) is een Frans rechtsgeleerde. Sinds 15 februari 2005 is hij rechter van het Internationaal Gerechtshof.

## Levensloop
Abraham slaagde in 1973 aan het Institut d'études politiques de Paris en behaalde in 1974 het Diplôme d'études supérieures in publiekrecht aan de Universiteit van Parijs I. Van 1976 tot 1978 studeerde hij aan de École nationale d'administration.
Tot 1998 was hij hoogleraar internationaal recht aan het Institut d'études politiques de Paris, van 1997 tot 2003 aan de Universiteit Parijs-Nanterre (Parijs X), en van 2004 tot 2005 in internationaal recht en mensenrechten aan de Universiteit van Parijs II.
Abraham was van 1978 tot 1985 en van 1987 tot 1988 bestuursrechter. Aansluitend had hij zitting in de Franse Raad van State, eerst tot 2000 als Maître des requêtes en daarna als Conseiller d'État.
Tussendoor was hij directeur van de juridische afdeling van het Franse Ministerie van Buitenlandse Zaken, eerst van 1986 tot 1987 en later nogmaals van 1998 tot 2005.
Op 15 februari 2005 volgde hij zijn landgenoot Gilbert Guillaume op als rechter voor het Internationale Gerechtshof in Den Haag. In 2008 werd hij herkozen zodat zijn termijn mogelijk eindigt in 2018.